# Micky Ward
George Michael Ward jr. (Lowell (Massachusetts), 4 oktober 1965) is een Amerikaans voormalig bokser van Ierse afkomst. 
Ward vocht eenmaal voor de wereldtitel IBF in 1997 en was de WBU-titelhouder in het lichtweltergewicht in 2000. Hij is vooral bekend vanwege zijn drie gevechten tegen Arturo Gatti, waarvan er twee door bokstijdschrift The Ring werden uitgeroepen tot Fight of the Year. Zijn eerste gevecht tegen Gatti in 2002 wordt door boksdeskundigen en tijdschriften als een van de meest spectaculaire gevechten van het decennium beschouwd. In 2003 ging Ward met pensioen.
De film The Fighter uit 2010 is gebaseerd op het begin van Wards carrière. De rol van Ward werd vertolkt door Mark Wahlberg.